# Croton vernicosus
Espèce
Croton vernicosus est une espèce de plantes à fleurs du genre Croton et de la famille des Euphorbiaceae, présente dans le centre de Madagascar.
Elle a pour synonyme :
- Croton sclerodorum, Baill., 1891